# Elecciones parlamentarias de Turquía de 2018
Las elecciones parlamentarias de Turquía de 2018 se celebraron el 24 de junio de 2018 como parte de las elecciones generales de 2018, y las elecciones presidenciales que tendrán lugar el mismo día. Originalmente programadas para el 3 de noviembre de 2019, el presidente Recep Tayyip Erdoğan convocó elecciones anticipadas el 18 de abril después de meses de especulaciones. Con la aprobación de una serie de enmiendas constitucionales en el referéndum de 2017, el número de parlamentarios aumento de los 550 a 600. Estos representantes serán elegidos por los constituyentes de los 85 distritos electorales de Turquía por representación proporcional de la lista de partidos.
El referéndum de 2017 desencadenó la transición de Turquía de un sistema parlamentario a uno presidencialista. Como tal, la Gran Asamblea Nacional no tendrá el derecho de nombrar al primer ministro y gabinete del país después de las elecciones de 2018. Mientras que la oficina del primer ministro de Turquía desaparecera por completo, los ministros del gabinete servirán principalmente al presidente de Turquía, quien debe ocupar el puesto de jefe de Estado y jefe de Gobierno.

## Antecedentes

### Elecciones de 2015
Después de que las elecciones de junio dieron como resultado que el gobernante Partido de la Justicia y el Desarrollo (AKP) perdiera su mayoría, los cuatro partidos en la Gran Asamblea Nacional se enfrentaron con la perspectiva de un gobierno de coalición. Sin embargo, después de que las conversaciones para la formación del gobierno se rompieron, se convocaron elecciones anticipadas para noviembre. En esta elección se vio como el AKP recuperaba su mayoría absoluta con 317 de los 550 escaños. El resto de escaños fue para el Partido Republicano del Pueblo (CHP) en 134 escaños, el Partido Democrático de los Pueblos (HDP) en 59 y el Partido de Acción Nacionalista (MHP) en 40. Los resultados de las elecciones de noviembre de 2015 permitieron al AKP formar un gobierno de partido único bajo su líder Ahmet Davutoğlu, pero ya no podía cambiar la constitución o convocar un referéndum, que habría requerido mayorías de dos tercios o tres quintos, respectivamente. Como tal, el presidente Recep Tayyip Erdoğan quedó nominalmente incapacitado para poder realizar el cambio de un sistema parlamentario a uno presidencialista, propuesta que el AKP había hecho durante la campaña antes de las elecciones. Además, se enfrentó a la oposición del primer ministro Davutoğlu, quien supuestamente mantenía ciertas reservas sobre un cambio en la forma de gobierno. En mayo de 2016, Davutoğlu renunció tanto al liderazgo del AKP como a primer ministro, diciendo que el motivo fue desacuerdos con Erdoğan. Fue reemplazado en cargos por Binali Yildirim.

### Intento de golpey estado de emergencia
El 15 de julio de 2016, secciones de las Fuerzas Armadas de Turquía (TSK) intentaron un golpe de Estado contra el gobierno turco, del AKP en el poder con el primer ministro Binali Yildirim y el presidente Recep Tayyip Erdoğan. Se informó que aviones militares sobrevolaron Ankara justo antes de las 23:00 EEST (UTC + 3), mientras que los puentes Fatih Sultan Mehmet y Bosphorus en Estambul fueron cerrados por las fuerzas armadas. En un discurso televisado en la estación de TRT, los golpistas, que se referían a sí mismos como el Consejo Paz en el Hogar (en turco: Yurtta Sulh Konseyi), afirmaron que "el gobierno ... [había] sido destituido de su cargo". Sin embargo, el intento de golpe finalmente falló, después de que el presidente Erdoğan se dirigió al pueblo turco a través de la aplicación móvil FaceTime, instándolos a resistirse a los golpistas. En la mañana del 16 de julio de 2016, la situación habría sido controlada, mientras que el gobierno turco acusó al movimiento Gülen de haber orquestado el golpe y prometió purgar las instituciones estatales de sus miembros. El 17 de julio de 2016, Erdoğan anunció la introducción de un estado de emergencia de tres meses. Conforme a la legislación turca, los estados de excepción solo se pueden mantener durante tres meses, aunque pueden renovarse un número ilimitado de veces mediante votación del parlamento. El estado de emergencia posterior al golpe en Turquía se ha extendido siete veces y todavía está vigente desde abril de 2018. Es probable que las elecciones de 2018 tengan lugar bajo el estado de emergencia en curso.

## Sistema electoral
Los 600 escaños de la Gran Asamblea Nacional de Turquía serán elegidos por representación proporcional de la lista del partido en 87 distritos electorales, por el método D'Hondt. A los efectos de las elecciones legislativas, 77 de las 81 provincias de Turquía sirven como un solo distrito. Debido a su gran población, las provincias de Bursa e Esmirna se dividen en dos distritos, mientras que las provincias de Ankara y Estambul se dividen en tres.
Desde la introducción de la Constitución de Turquía de 1982, los partidos políticos deben pasar una barrera electoral del 10% del voto popular nacional para obtener escaños en el parlamento, y todos aquellos que caen por debajo del umbral no se tienen en cuenta para la distribución de escaños. Además, los partidos deben organizarse oficialmente en al menos la mitad de las provincias (41 o más) y en al menos un tercio de los distritos de esas provincias, y deben designar a dos candidatos en 41 o más provincias para tener derecho a los escaños.

### Ley de alianzas electorales
A principios de 2018, el gobernante Partido de la Justicia y el Desarrollo (AKP) y el partido de extrema derecha Partido de Acción Nacionalista (MHP) presentaron propuestas conjuntas para una ley de alianzas electorales. Se especuló ampliamente que esto era el resultado de las bajas calificaciones en las encuestas para el MHP, lo que hacía aparentemente imposible superar el umbral del 10% y ganar escaños en futuras elecciones. El MHP había anunciado previamente que apoyaría la reelección del líder del AKP, Recep Tayyip Erdoğan, a la Presidencia, y afirmó que estaba abierto a disputar futuras elecciones parlamentarias en alianza con el AKP.
La nueva ley de alianzas electorales permitió a las partes formar alianzas y enviarlas al YSK, lo que significa que se agruparían bajo el nombre de su alianza en la papeleta. Además, a los votantes se les daría la opción de votar por la alianza como un todo o si no preferían un partido específico. Los votos emitidos para las alianzas en lugar de los partidos se distribuirían luego a cada miembro de la alianza a nivel de distrito electoral, dependiendo de su porcentaje de votos. Por ejemplo, si la Parte A y la Parte B estaban en una alianza y recibían 60 y 40 votos en un distrito electoral respectivamente, entonces el 60% de los votos emitidos para la alianza como un todo se otorgarían a la Parte A mientras que el 40% se otorgaría a Parte B. Por lo tanto, si se emitieran 10 votos para la alianza, el Partido A tendría un total de 66 (60 + 6) votos y el Partido B tendría 44 (40 + 4) votos.
Las partes que disputan las elecciones dentro de una alianza no estarían sujetas al umbral del 10%. Siempre que la Alianza en total haya ganado más del 10% de la votación nacional, cualquier partido dentro de ella sería elegible para ganar escaños, independientemente de qué tan bajo sea su voto.
La ley de la alianza electoral también contenía numerosos cambios controvertidos a la ley electoral, incluida la legalización de las papeletas no verificadas para ser incorporadas en el recuento. El conteo de votos no verificados causó una gran controversia durante el referéndum constitucional de 2017, lo que provocó que la oposición alegara fraude electoral a gran escala y rechazó los resultados. El 31 de mayo, el Tribunal Constitucional de Turquía rechazó la oferta de la oposición para anular los cambios controvertidos.

### Distritos electorales
| Distrito       | Distrito       | MPs |
| -------------- | -------------- | --- |
| Adana          | Adana          | 15  |
| Adıyaman       | Adıyaman       | 5   |
| Afyonkarahisar | Afyonkarahisar | 6   |
| Ağrı           | Ağrı           | 4   |
| Aksaray        | Aksaray        | 4   |
| Amasya         | Amasya         | 3   |
| Ankara         | Ankara         | 36  |
|                | Ankara (I)     | 13  |
|                | Ankara (II)    | 11  |
|                | Ankara (III)   | 12  |
| Antalya        | Antalya        | 16  |
| Ardahan        | Ardahan        | 2   |
| Artvin         | Artvin         | 2   |
| Aydın          | Aydın          | 8   |

| Distrito  | Distrito   | MPs |
| --------- | ---------- | --- |
| Balıkesir | Balıkesir  | 9   |
| Bartın    | Bartın     | 2   |
| Batman    | Batman     | 5   |
| Bayburt   | Bayburt    | 1   |
| Bilecik   | Bilecik    | 2   |
| Bingöl    | Bingöl     | 3   |
| Bitlis    | Bitlis     | 3   |
| Bolu      | Bolu       | 3   |
| Burdur    | Burdur     | 3   |
| Bursa     | Bursa      | 20  |
|           | Bursa (I)  | 10  |
|           | Bursa (II) | 10  |
| Çanakkale | Çanakkale  | 4   |
| Cankiri   | Cankiri    | 2   |

| Distrito   | Distrito   | MPs |
| ---------- | ---------- | --- |
| Çorum      | Çorum      | 4   |
| Denizli    | Denizli    | 8   |
| Diyarbakır | Diyarbakır | 12  |
| Düzce      | Düzce      | 3   |
| Edirne     | Edirne     | 4   |
| Elazığ     | Elazığ     | 5   |
| Erzincan   | Erzincan   | 2   |
| Erzurum    | Erzurum    | 6   |
| Eskişehir  | Eskişehir  | 7   |
| Gaziantep  | Gaziantep  | 14  |
| Giresun    | Giresun    | 4   |
| Gümüşhane  | Gümüşhane  | 2   |
| Hakkâri    | Hakkâri    | 3   |
| Hatay      | Hatay      | 11  |

| Distrito      | Distrito       | MPs |
| ------------- | -------------- | --- |
| Iğdır         | Iğdır          | 2   |
| Isparta       | Isparta        | 4   |
| Estambul      | Estambul       | 98  |
|               | Estambul (I)   | 35  |
|               | Estambul (II)  | 28  |
|               | Estambul (III) | 35  |
| Esmirna       | Esmirna        | 28  |
|               | Esmirna (I)    | 14  |
|               | Esmirna (II)   | 14  |
| Kahramanmaraş | Kahramanmaraş  | 8   |
| Kars          | Kars           | 3   |
| Kastamonu     | Kastamonu      | 3   |
| Karabük       | Karabük        | 3   |
| Karaman       | Karaman        | 3   |

| Distrito   | MPs |
| ---------- | --- |
| Kayseri    | 10  |
| Kilis      | 2   |
| Kirklareli | 3   |
| Kırıkkale  | 3   |
| Kırşehir   | 2   |
| Kocaeli    | 13  |
| Konya      | 15  |
| Kütahya    | 5   |
| Malatya    | 6   |
| Manisa     | 10  |
| Mardin     | 6   |
| Mersin     | 13  |
| Muğla      | 7   |
| Mus        | 4   |

| Distrito  | Distrito  | MPs |
| --------- | --------- | --- |
| Nevsehir  | Nevsehir  | 3   |
| Niğde     | Niğde     | 3   |
| Ordu      | Ordu      | 6   |
| Osmaniye  | Osmaniye  | 4   |
| Rize      | Rize      | 3   |
| Sakarya   | Sakarya   | 7   |
| Samsun    | Samsun    | 9   |
| Siirt     | Siirt     | 3   |
| Sinope    | Sinope    | 2   |
| Sivas     | Sivas     | 5   |
| Şanlıurfa | Şanlıurfa | 14  |
| Şırnak    | Şırnak    | 4   |
| Tekirdağ  | Tekirdağ  | 7   |
| Tokat     | Tokat     | 5   |

| Distrito   | Distrito   | MPs |
| ---------- | ---------- | --- |
| Trebisonda | Trebisonda | 6   |
| Tunceli    | Tunceli    | 2   |
| Uşak       | Uşak       | 3   |
| Van        | Van        | 8   |
| Yalova     | Yalova     | 3   |
| Yozgat     | Yozgat     | 4   |
| Zonguldak  | Zonguldak  | 5   |
| Total      | Total      | 600 |

#### Cambios desde 2015
Tras el referéndum constitucional de 2017, el número de escaños aumentó de 550 a 600. Como resultado, la mayoría de los distritos electorales vieron un aumento en el número de escaños en comparación con la distribución en las elecciones de noviembre de 2015. Las siguientes tablas muestran los cambios, según lo anunciado por el Consejo Supremo Electoral de Turquía (YSK). 
Las revisiones de la distribución del asiento significaron que había una circunscripción de un solo miembro, a saber, la de Bayburt. En esencia, esto significaba que las elecciones en Bayburt, el único distrito electoral de toda las provincias en perder escaños después de la redistribución.
| Distrito       | Distrito       | ±     |
| -------------- | -------------- | ----- |
| Adana          | Adana          | 1     |
| Afyonkarahisar | Afyonkarahisar | 1     |
| Aksaray        | Aksaray        | 1     |
| Ankara         | Ankara         | 4     |
|                | Ankara (I)     | 5     |
|                | Ankara (II)    | 3     |
|                | Ankara (III)   | Nuevo |
| Antalya        | Antalya        | 2     |
| Aydın          | Aydın          | 1     |
| Balıkesir      | Balıkesir      | 1     |
| Batman         | Batman         | 1     |

| Distrito   | Distrito   | ±     |
| ---------- | ---------- | ----- |
| Bayburt    | Bayburt    | 1     |
| Bursa      | Bursa      | 2     |
|            | Bursa (I)  | Nuevo |
|            | Bursa (II) | Nuevo |
| Denizli    | Denizli    | 1     |
| Diyarbakır | Diyarbakır | 1     |
| Edirne     | Edirne     | 1     |
| Elazığ     | Elazığ     | 1     |
| Eskişehir  | Eskişehir  | 1     |
| Gaziantep  | Gaziantep  | 2     |
| Hatay      | Hatay      | 1     |

| Distrito | Distrito       | ±  |
| Estambul | Estambul       | 10 |
| -------- | -------------- | -- |
|          | Estambul (I)   | 4  |
|          | Estambul (II)  | 2  |
|          | Estambul (III) | 4  |
| Esmirna  | Esmirna        | 2  |
|          | Esmirna (I)    | 1  |
|          | Esmirna (II)   | 1  |
| Karabük  | Karabük        | 1  |
| Karaman  | Karaman        | 1  |
| Kayseri  | Kayseri        | 1  |
| Kocaeli  | Kocaeli        | 2  |

| Distrito  | ± |
| --------- | - |
| Konya     | 1 |
| Kütahya   | 1 |
| Manisa    | 1 |
| Mersin    | 2 |
| Muğla     | 1 |
| Mus       | 1 |
| Ordu      | 1 |
| Şanlıurfa | 2 |
| Tekirdağ  | 1 |
| Yalova    | 1 |

## Resultados
|  | 42.56 % |

|  | 11.10 % |

|  | 53.66 % |

|  | 22.65 % |

|  | 9.96 % |

|  | 1.34 % |

|  | 33.95 % |

|  | 11.70 % |

|  | 0.31 % |

|  | 0.23 % |

|  | 0.15 % |

|  | 97.94 % |

|  | 2.06 % |

|  | 100.00 % |

|  | 86.22 % |